# Bacanda
Bacanda  è una città e sottoprefettura della Costa d'Avorio appartenente al dipartimento di Grand-Lahou. Conta una popolazione di 22 926 abitanti (censimento 2021).